# Nikolaus Alexander Nessler

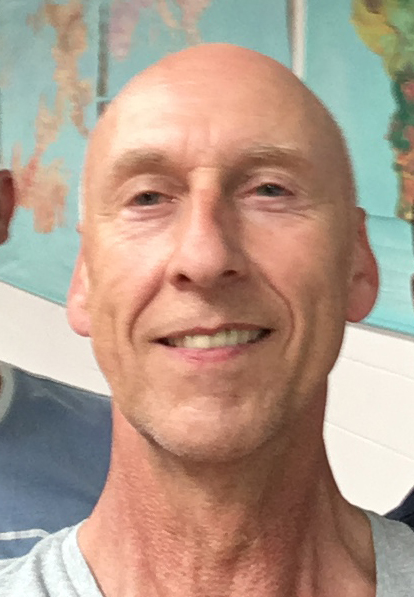
Nikolaus Alexander Nessler vor seiner Installation DRIVING THE OCEAN TO BOATS, 2018

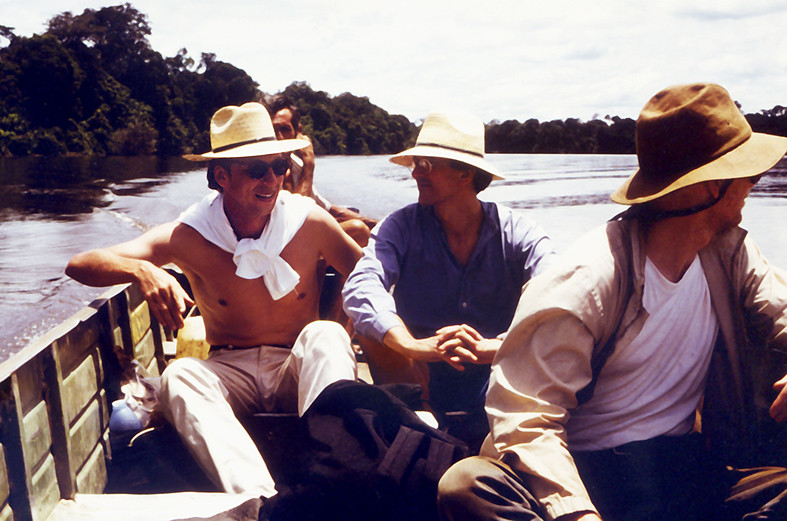
Nikolaus A. Nessler, Antony Gormley, Bill Woodrow (v. l. n. r.) auf dem Rio Madeira bei Porto Velho, Rondonia, Brasilien, während des Projektes Arte Amazonas, 1992

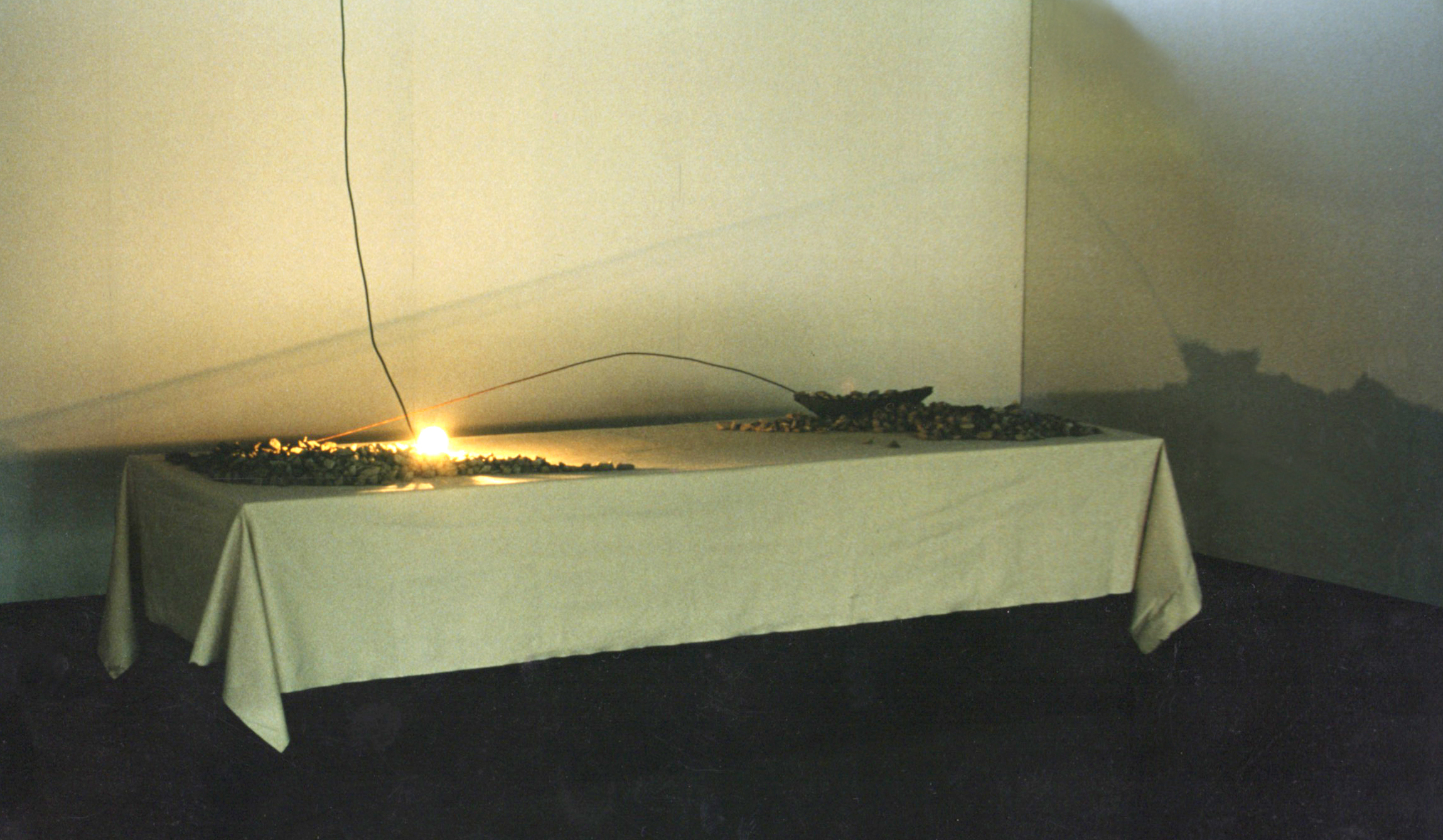
Installation CONCILIO II. auf der Ausstellung Arte Amazonas im Museu de Arte Moderna, Rio de Janeiro, 1992

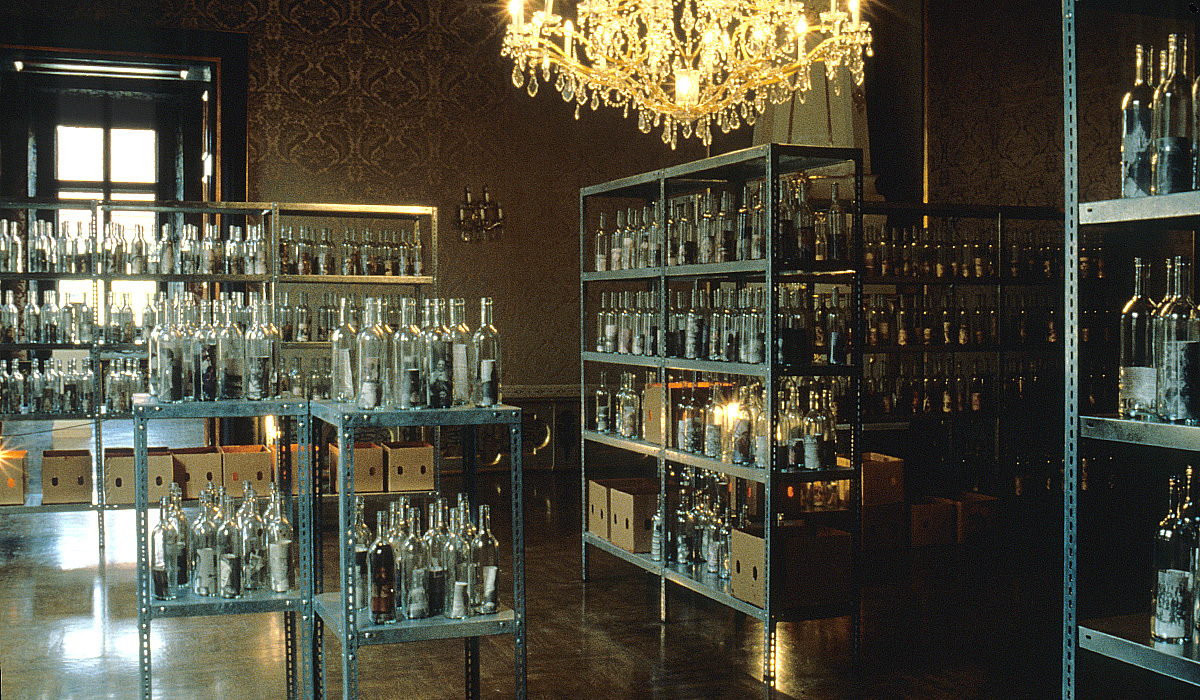
Installation DEPOT 2. im Palais Attems, Steirischer Herbst, Graz, 1993

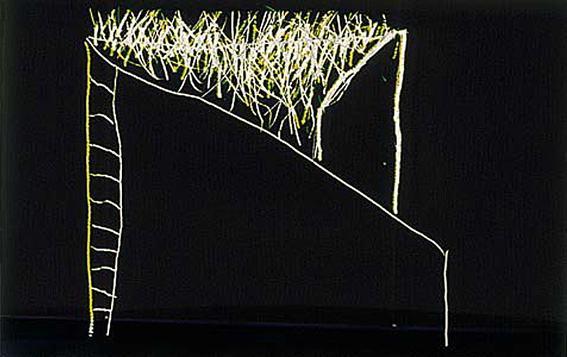
roofTopGardn_1989, Kratzzeichnung auf Diapositiv, 1989

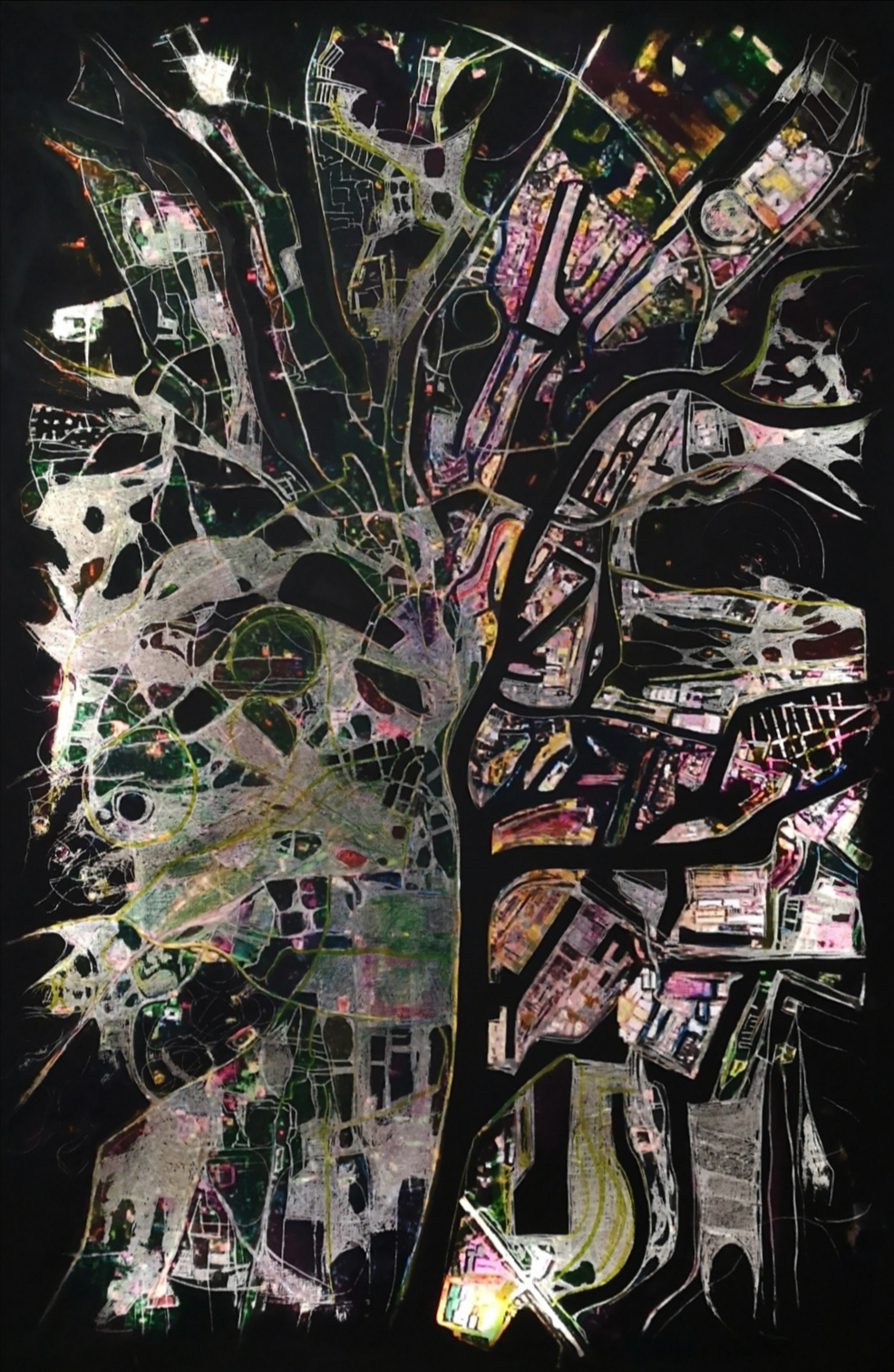
HAPPY CRUISING (Hamburg), Acryl auf Polyester (+ Neonlicht), 2018

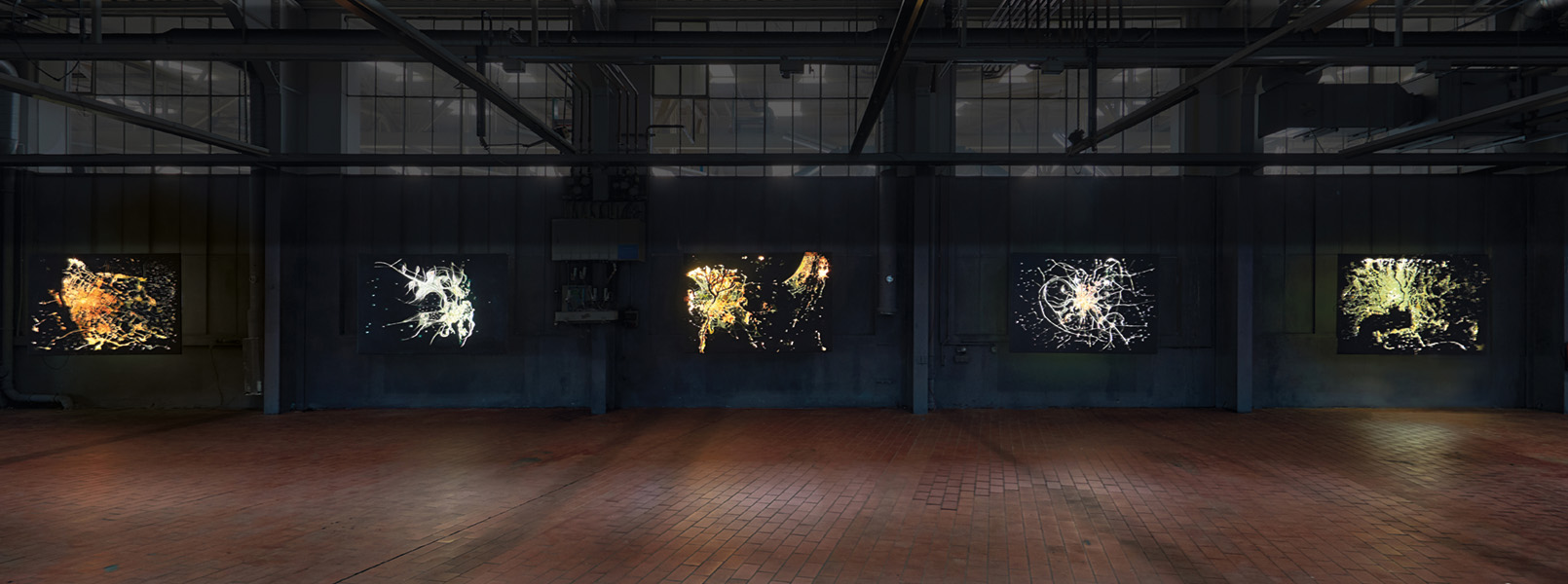
DRIVING THE OCEAN TO BOATS auf der "capitalart.international" im Oststern, Frankfurt am Main, 2018

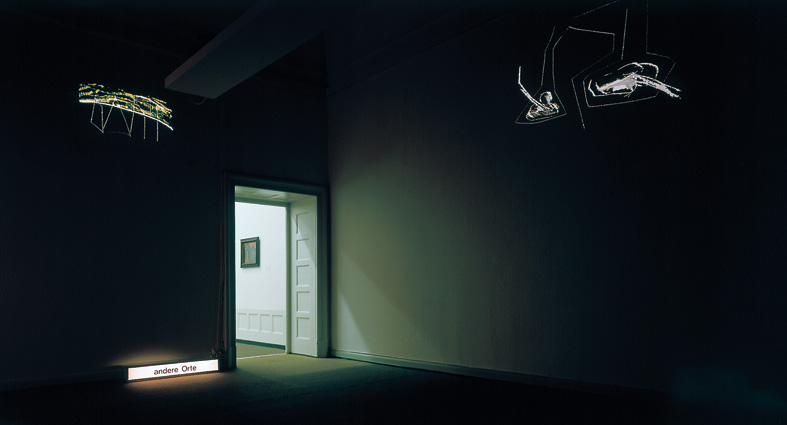
Ausstellung Oktogon II, Installation andere Orte im Museum Wiesbaden, 1990

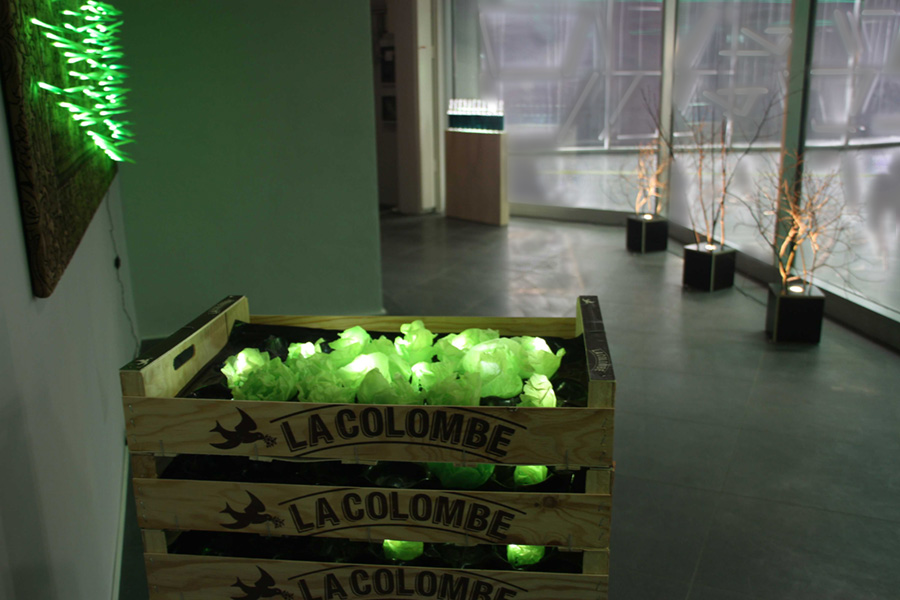
LES FLEURS DU MAL II. auf der Luminale, Frankfurt am Main, 2016

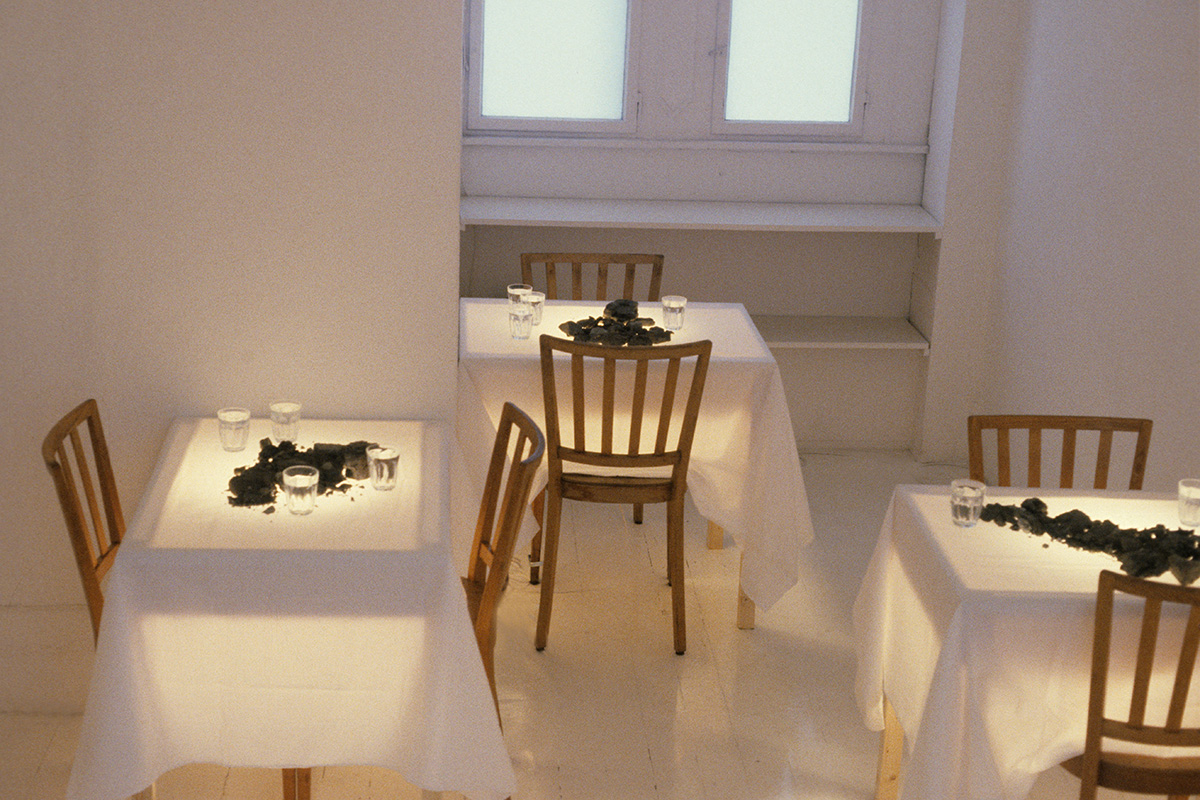
A TABLE, Galerie Guillaume Daeppen, Basel, 1991

Nikolaus Alexander Nessler (* 6. Dezember 1958 in Frankfurt am Main) ist ein deutscher Künstler, Grafikdesigner, Autor und Kurator. Er lebt und arbeitet in Frankfurt am Main.

## Leben und Werk
Nessler studierte von 1978 bis 1986 Kunstgeschichte und Romanistik an der Johannes Gutenberg-Universität Mainz und Kunstpädagogik und Romanistik an der Johann Wolfgang Goethe-Universität Frankfurt am Main. 1986 erlangte er den Master of Arts (M.A.) in Neuerer Philologie und Kunstwissenschaften.
Von 1985 bis 1986 war Nessler Gründungsmitarbeiter der Schirn Kunsthalle Frankfurt unter Christoph Vitali und wirkte an der Realisierung von Ausstellungen und Publikationen, u. a. Die Maler und das Theater im 20. Jahrhundert, Paul Klee und die Musik und Meisterwerke europäischer Malerei 1910-1960 aus dem Solomon R. Guggenheim Museum mit. Er entwarf und produzierte die Kino-Werbespots des Theaters am Turm und der Schirn Kunsthalle Frankfurt.
Von 1989 bis 1991 lebte und arbeitete Nessler in Brasilien, wo er zusammen mit Alfons Hug das Projekt Arte Amazonas – ein künstlerischer Beitrag zur Konferenz der Vereinten Nationen über Umwelt und Entwicklung – konzipierte und realisierte. Teilnehmer der Workshops in den drei Amazonas-Städten Belém, Manaus und Porto Velho waren u. a. Marina Abramovic, Waltércio Caldas, Mark Dion, Antony Gormley, Alfredo Jaar, Julião Sarmento, Tunga und Bill Woodrow.
1993 begann Nessler in Brasilia während des Forum de Artes Visuais mit dem Projekt Depot - Public Warehouse, in dem zum Teil aus Abfall seriell hergestellte Objekte – zu Installationen verdichtet – wie Massenwaren präsentiert wurden. Depot 2 fand 1993 aus Anlass des Steirischen Herbstes im Palais Attems in Graz statt. Zu Depot 3 auf der Art Cologne 1994 waren u. a. Christian Lapie, Peter Rösel und Friedhard Kiekeben Gäste, die ihre Arbeiten im Rahmen von Nesslers Konzept in der Galerie Daeppen zeigten. Es folgten weitere Depot-Installationen, zuletzt 1997 auf Einladung der Marielies-Hess-Stiftung in Frankfurt am Main.
Zwischen 2011 und 2013 stattete Nessler in Frankfurt am Main mehrere Inszenierungen von TeAtrum VII aus: den Sommernachtstraum im Kunstverein Familie Montez, 2011, Drei Mal Leben im Internationalen Theater und Bühnenobjekte für Lucrezia Borgia im Gallus Theater, 2013.
Seit 2000 ist Nessler auch als Maler tätig. Stark rhythmisierte ornamentale Fließ-Bilder auf meist großen Formaten bilden eine farbige Gegenwelt zu den Lichtzeichnungen in dunklen Hintergründen und Räumen. Seine größte Arbeit im öffentlichen Raum ist die 2016 entstandene Wandgestaltung der Aufgänge von den S-Bahngleisen 101/102 und 103/104 am Hauptbahnhof Frankfurt am Main.
2021 gründet Nessler das Künstlerkollektiv Schwarm21, das am Underground-Programm des ruruHauses Kassel während der documenta fifteen teilnimmt und dort auch im Pavillon 1 vor dem Hansa-Haus für 100 Tage präsent ist.
Nessler initiiert für die Eröffnungsfeier einer Behelfsbrücke am Bahnhof Frankfurt-Griesheim im Juli 2024 ein „künstlerisches Angebot, bei dem die Brücke als Symbol der Zusammenführung zelebriert“ wird. In seinem „Brückenspiel“ werden  Puzzleteile mit Brückenteilen aneinander gesetzt, um „so miteinander ins Gespräch zu kommen und den verbindenden Charakter der Brücke zu symbolisieren.“
Für die Umsetzung seiner Bildwelten verwendet Nessler die unterschiedlichsten Bildträger, Arbeitstechniken und Materialien. Malgründe wie Glas, Leinwand, Polyestergewebe, Zeitungspapier, Wellpappe, Karton, Buchkörper, Böden und Wände werden mit Ölfarbe, Kunstharzlack, Teerkautschuk, Acryl, Tempera, Aquarell, Bleistift oder Phosphor bearbeitet.

### Die frühen Dia-Kratzzeichnungen der 1980er und 90er Jahre
Die von Nessler entwickelten Dia-Kratzzeichnungen sind mit hunderten von Arbeiten im Format 24 × 36 mm seit Anfang der 1980er Jahre Ausgangspunkt seines vielfältigen Werkes.
In der Ausstellung Oktogon II, die 1990 im Wiesbadener Landesmuseum stattfand, zeigte Nessler 360 Dias – die für 360 Tage im Jahr stehen – und sich auf fünf Projektoren in einem endlosen Kreislauf mit immer neuen Kombinationen befanden: „Ein unendliches Koordinatensystem“ – die Diapositive als „Steine des Weltgebäudes“. Thema ist nicht die verfließende Zeit, sondern die Vielfalt der räumlichen und gedanklichen Perspektiven, die in der Linie liegen. „Tag für Tag ritzt [Nessler] mit feinem Messer Miniaturen in einen belichteten Filmstreifen, nimmt also eine Art Tagebucheintrag vor […] Es fällt auf, dass kaum einer seiner Kreise geschlossen ist und als von der Welt abgekapseltes Wesen existiert.“

### Experimentelle Projektions- und Licht-Installationen
Von den Dia-Kratzzeichnung ausgehend, entwickelte Nessler weitere experimentelle Projektions- und Licht-Installationen mit manuell bearbeiteten Filmstreifen und raum-bildhaft installierten farbigen Glühbirnen, etwa die Expanded Cinema Installationen Nekrovision – Die Fahrt ins Blaue in der Alten Oper, Frankfurt am Main (1984), Andere Orte, Oktogon II im Museum Wiesbaden (1990), Enormous reservoirs of energy im Kunstverein Hasselbach (1998), Freudenhaus im Kunstverein Viernheim (2003) und Terremoto – Beben in Zusammenarbeit mit Christiaan Tonnis (Film), Nico Rocznik (Licht) und Manuel Stein (Sound) im Kunsthaus Wiesbaden (2012). Mit Licht-Installationen nahm Nessler in den Jahren 2004, 2008, 2014 und 2016 an den Luminalen in Frankfurt am Main teil.

## Zitat
„When I work on slides, I metaphorically enter the darkness, discovering something unconscious before it becomes visible. For me, this is one of the strongest impacts of art.“

## Einzelausstellungen und Projekte (Auswahl)
- 1993: Depot 1, Conjunto Nacional, Forum de Artes Visuais, Brasilia
- 1993: Depot 2, Palais Attems, Steirischer Herbst, Graz, Österreich
- 1995: Kentaurenraum (Depot), Fredsskulptur 1995, Skagen, Dänemark
- 1995: The victim is the sacrifice, Fredsskulptur 1995, Fjerritslev, Dänemark
- 1997: Depot 6, Marielies-Hess-Stiftung, Frankfurt am Main
- 1998: Enormous reservoirs of energy I, Kunstverein Hasselbach
- 2003: Immer ist ewig, Kunsthaus Wiesbaden
- 2003: Roaming in colors, Testbetrieb, (Inter-Art), U-Bahnhof Merianplatz, Frankfurt am Main
- 2003: Freudenhaus, Kunstverein Viernheim
- 2004: Flagtrack, Luminale, Altes Polizeipräsidium Frankfurt am Main
- 2011: Bühnenbild zu Sommernachtstraum, Teatrum VII, Kunstverein Familie Montez, Frankfurt am Main
- 2013: Lucrezia Borgia, Bühnenobjekte, Teatrum VII, Gallus Theater, Frankfurt am Main
- 2013: Bühnenbild zu Drei Mal Leben, Teatrum VII, Internationales Theater, Frankfurt am Main
- 2020: Leuchtfeuer, Kommunale Galerie, Mörfelden-Walldorf
- 2021: Light in Sight, Heussenstamm-Galerie, Frankfurt am Main[25]
- 2024: Grenzüberschneidungen/Grenzüberschreitungen, Oberlandesgericht Frankfurt am Main

## Gruppenausstellungen und Projekte (Auswahl)
- 1990: Axis, mit Evandro Salles, Galeria Athos Bulcao, Brasilia D.F., Brasilien
- 1990: Andere Orte, Oktogon II, Museum Wiesbaden
- 1992: Medium Zeichnung, Frankfurter Kunstverein
- 1992: Arte Amazonas, Idee und Konzept mit Alfons Hug, Goethe-Institut, Brasilia. Workshop mit 24 internationalen Künstlern mit anschließenden Ausstellungen zur UNO-Umweltkonferenz, Museu de Arte Moderna, Rio de Janeiro und Museu de Arte Brasilia
- 1993: Klima Global, Staatliche Kunsthalle Berlin, Pentagon, Dresden
- 1994: Arte Amazonas, Ludwig Forum für Internationale Kunst, Aachen
- 1996: Far Out / Depot 5, Lystasavn Foroya, Torshavn, Faroe Islands
- 1996: Natur?, Kunst- und Ausstellungshalle der Bundesrepublik Deutschland, Bonn
- 2000: Das Lächeln der Engel, Villa Aichele, Städtische Galerie Lörrach
- 2004: Off Course, Klingspor-Museum Offenbach
- 2010: Ab 18, Kunstverein Familie Montez, Frankfurt am Main
- 2010: Blue Connection, Kunstverein Familie Montez, Frankfurt am Main[26]
- 2011: Blue Connection 2, mit E.+ R. Dorazio, M. Pauer, G. Vicente und M. Veiga, Galeria Mezanino, Sao Paulo
- 2011: Blue Connection 3, mit E. + R. Dorazio, M. Pauer, G. Vicente und M. Veiga, MACS - Museu de Arte Contemporanea, Sorocaba
- 2012: Ende gut, alles gut, Kunstverein Familie Montez, Frankfurt am Main
- 2012: Expanded Cinema - Terremoto, mit C. Tonnis, N. Rocznik und M. Stein, Kunsthaus Wiesbaden
- 2013: Wurzeln weit mehr Aufmerksamkeit widmen, Kunstverein Familie Montez, Berlin, Hamburg, Nürnberg, Leipzig, Karlsruhe, Saarbrücken u. a. (Wanderausstellung)
- 2014: Les Fleurs du Mal, S-Bahnhof Taunusanlage, Luminale, Frankfurt am Main
- 2016: Les Fleurs du Mal II - Plantation, S-Bahnhof Taunusanlage, Luminale Frankfurt
- 2018: capitalart.international, OST>STERN Kulturzentrum, Frankfurt
- 2022: Here We Are, Kunstverein Familie Montez, Frankfurt am Main
- 2022: Schwarm21, ruruHaus und Pavillon 1 vor dem Hansa-Haus während der documenta fifteen, Kassel
- 2022/23: The Artist's Studio, Jheronimus Bosch Art Center, ’s-Hertogenbosch (Katalog)